# Cose preziose (romanzo)
Cose preziose (Needful Things) è un romanzo horror di Stephen King pubblicato nel 1991.
Una sorta di epilogo del romanzo è costituito dal racconto Ti prende a poco a poco (It Grows On You), pubblicato nell'antologia Incubi & deliri (1993).

## Trama
Nella piccola città di Castle Rock nel Maine viene aperto un nuovo negozio chiamato Cose Preziose, che stimola la curiosità dei cittadini. Uno per uno iniziano a visitare il negozio, trovandovi qualcosa che desideravano più di qualsiasi altra cosa al mondo. Nel caso del giovane Brian Rusk è una figurina del campione di baseball Sandy Koufax autografata. Per Danforth Keeton è una macchina che simula una corsa ippica, e che in qualche modo ne predice il vincitore.
 Gli abitanti sono tutti grati all'apparentemente anziano proprietario, Leland Gaunt, e nessuno bada al cartello appeso nel negozio che avverte: "Caveat emptor". Leland dice che possono avere l'oggetto che vogliono se in cambio fanno un piccolo "favore" per lui, sotto forma di scherzo a qualche abitante della città. Questi scherzi e tradimenti (alcuni sembrano davvero inoffensivi) aumentano gradatamente in termini di frequenza ed intensità, fino a portare l'intera città nel caos.
La sola persona non coinvolta nel disegno di Leland (perché non aveva nulla da chiedere) è lo sceriffo di Castle Rock Alan Pangborn. All'inizio della storia, è semplicemente impegnato ad immaginarsi chi abbia potuto commettere questi atti di vandalismo. Durante lo svolgimento della storia, sospetta del fatto che tutti abbiano qualcosa a che fare con Leland. Le cose cominciano a chiarirsi quando Leland decide di sedurre la ragazza di Alan, Polly, con una collana che in qualche modo la guarisce dall'artrite alle mani.
 Alan scopre presto che Leland altri non è che il Diavolo stesso, e che viaggia da città a città, aprendo negozi e vendendo oggetti (che si rivelano essere solo cianfrusaglie) finché l'egoismo e l'avidità delle persone del paese non le mettono l'una contro l'altra, distruggendo la città. Alan decide di scontrarsi con Leland, obbligandolo a lasciare la città, senza però evitare la distruzione della maggior parte del paese e la morte di molti suoi concittadini.

## Rimandi interni
- Nel libro si fa riferimento ad una fattoria fuori città in cui "successe quella faccenda del cane", ovviamente riferendosi al contenuto del romanzo Cujo.
- Lo sceriffo Alan Pangborn era già comparso in La metà oscura, di cui nel libro è riassunta la vicenda.
- In Cose Preziose lo scrittore saluta per sempre la città immaginaria di Castle Rock, già visitata in La zona morta, Cujo, La metà oscura, Il corpo e The Dome. Verrà ripresa in La scatola dei bottoni di Gwendy scritto in collaborazione con Richard Chizmar ed Elevation.
- Il libro è considerato da Stephen King la parte finale di una trilogia di storie (le altre due erano La metà oscura e Il fotocane, un racconto breve contenuto in Quattro dopo mezzanotte in cui conosciamo il personaggio di Pop Merril e il modo in cui il suo negozio fu distrutto).
- Cose preziose riporta in scena "Ace" Merrill, personaggio de Il Corpo, novella di Stagioni diverse. Nella sua comparsa muore in strada, dopo che il vicesceriffo gli ha sparato in testa.
- Quando Gaunt offre della cocaina ad Asso, fa riferimento alle pianure di Leng, luogo immaginario della mitologia lovecraftiana.

## Adattamento cinematografico
Un adattamento cinematografico del libro fu fatto nel 1993; nel cast ci furono Max von Sydow nel ruolo di Gaunt e Ed Harris come sceriffo Pangborn. Bonnie Bedelia interpretò Polly, la ragazza di Pangborn.

## Edizioni
- Stephen King, Cose preziose, traduzione di Tullio Dobner, collana Super bestseller, Sperling Paperback, 1997,  p. 784, ISBN 88-7824-744-8.